# 第15回ゴールデンラズベリー賞
第15回ゴールデンラズベリー賞は、第67回アカデミー賞授賞式前日の1995年3月26日にエル・レイ・シアターで発表・授賞式が行われた。

## 受賞とノミネートの一覧
受賞は太字、それ以外はノミネートである。

### 最低作品賞
- 薔薇の素顔
- ノース 小さな旅人
- 沈黙の要塞
- スペシャリスト
- ワイアット・アープ

### 最低男優賞
- ケビン・コスナー - ワイアット・アープ
- マコーレー・カルキン - ゲッティング・イーブン、ページマスター、リッチー・リッチ
- スティーヴン・セガール - 沈黙の要塞
- シルヴェスター・スタローン - スペシャリスト
- ブルース・ウィリス - 薔薇の素顔、ノース 小さな旅人

### 最低女優賞
- キム・ベイシンガー - ゲッタウェイ
- ジョアン・チェン - 沈黙の要塞
- ジェーン・マーチ - 薔薇の素顔
- シャロン・ストーン - わかれ路、スペシャリスト
- ユマ・サーマン - カウガール・ブルース

### 最低助演男優賞
- ダン・エイクロイド - Exit to Eden、ノース 小さな旅人
- リッチー役のジェーン・マーチ - 薔薇の素顔
- ウィリアム・シャトナー - スタートレック ジェネレーションズ
- O・J・シンプソン - 裸の銃を持つ男 PART33⅓ 最後の侮辱
- ロッド・スタイガー - スペシャリスト

### 最低助演女優賞
- キャシー・ベイツ - ノース 小さな旅人
- ロージー・オドネル - パトカー54 応答せよ!、Exit to Eden、フリントストーン/モダン石器時代
- エリザベス・テイラー - フリントストーン/モダン石器時代
- レスリー・アン・ウォーレン - 薔薇の素顔
- ショーン・ヤング - カウガール・ブルース

### 最低スクリーンカップル賞
- みんなで演じた多重人格障害 - 薔薇の素顔
- ダン・エイクロイド & ロージー・オドネル - Exit to Eden
- ケビン・コスナー & 3人の妻たち - ワイアット・アープ
- トム・クルーズ & ブラッド・ピット - インタビュー・ウィズ・ヴァンパイア
- シルヴェスター・スタローン & シャロン・ストーン - スペシャリスト

### 最低監督賞
- ローレンス・カスダン - ワイアット・アープ
- ジョン・ランディス - ビバリーヒルズ・コップ3
- ロブ・ライナー - ノース 小さな旅人
- リチャード・ラッシュ - 薔薇の素顔
- スティーヴン・セガール - 沈黙の要塞

### 最低脚本賞
- 薔薇の素顔 - マシュー・チャップマン、ビリー・レイ
- フリントストーン/モダン石器時代 - 寄ってたかって書き直しまくった35人：トム・S・パーカー、ジム・ジェニウェイン、スティーヴン・E・デ・スーザ、ローウェル・ガンツ、Babaloo Mandell、Mitch Markowitz、Mitch Markowitz、ブライアン・レヴァント、Michael Wilson、Al Aidekman、Cindy Begel、Lloyd Garver、デヴィッド・シルヴァーマン、Steven Sustarsic、Nancy Steen、Neil Thompson、ダニエル・ゴールディン、ジョシュア・ゴールディン、ピーター・マーティン・ワートマン、ロバート・コンテ、Jeffrey Reno、Ron Osborne、ブルース・コーエン、ジェイソン・ホッフス、Kate Barker、ゲイリー・ロス、Rob Dames、Leonard Ripps、Fred Fox、ロン・ダイアモンド、David Richardson、Roy Teicher、Richard Gurman、マイケル・J・ディ・ガエターノ、Ruth Bennett
- ミルク・マネー - ジョン・マトソン
- ノース 小さな旅人 - アラン・ツァイベル、アンドリュー・シェインマン
- 沈黙の要塞 - エド・ホロウィッツ、ロビン・U・ルシン

### 最低リメイク及び続編賞
- ビバリーヒルズ・コップ3
- シティ・スリッカーズ2/黄金伝説を追え
- フリントストーン/モダン石器時代
- めぐり逢い
- ワイアット・アープ

### 最低新人賞
- ジム・キャリー - エース・ベンチュラ、ジム・キャリーはMr.ダマー、マスク
- クリス・エリオット - キャビン・ボーイ 航海、先に立たず
- クリス・アイザック - リトル・ブッダ
- シャキール・オニール - ハード・チェック
- アンナ・ニコル・スミス - 裸の銃を持つ男 PART33⅓ 最後の侮辱

### 最低主題歌賞
- "The Color of The Night" - 薔薇の素顔
- "Marry The Mole!" - おやゆび姫 サンベリーナ
- "Under The Same Sun" - 沈黙の要塞